# Václav Kordač
Václav Kordač (8. dubna 1937 Most –⁠⁠⁠⁠⁠⁠ 28. prosince 2022) byl český internista. 

## Život
Narodil se v dubnu 1937 v Mostě. V roce 1961 absolvoval studium na Fakultě všeobecného lékařství Univerzity Karlovy. Po promoci působil na chirurgické klinice, v biochemických laboratořích a ve fyziologickém ústavu. V roce 1963 začal pracovat na první interní klinice Všeobecné fakultní nemocnice v Praze. V letech 1980 až 1990 zde působil jako přednosta. V roce 1990 z kliniky odešel a začal působit v ambulantní sféře. Od roku 1972 byl kandidátem lékařských věd. O pouhý rok později se habilitoval v oboru patologie a terapie nemocí vnitřních. V roce 1977 se stal doktorem lékařských věd a v roce 1980 byl jmenován profesorem.
Za svou kariéru byl mimo jiné redaktorem třídílné monografie s názvem Vnitřní lékařství. Působil jako člen a v letech 1986 až 1990 také předseda České hepatologické společnosti, později se stal jejím čestným členem. V roce 1993 také mimo jiné zveřejnil publikaci s titulem Klinická hepatologie.
V senátních volbách v roce 1996 kandidoval v senátním obvodu č. 22 – Praha 10 jako nestraník za ČSSD. Získal 19 % hlasů, ale již v prvním kole voleb jej porazil kandidát ODS Milan Kondr, který první kolo vyhrál se ziskem 50,84 % hlasů.
Zemřel v prosinci 2022 ve věku 85 let.